# Aguilera (sopka)
Aguilera (2 546 m n. m.) je stratovulkán nacházející se v Národním parku Bernardo O´Higgins v jižní části Chile západně od jezera Argentino. Masív sopky je budován převážně dacitem a je prakticky celý zaledněný. Sopka je původcem mohutné tefrové vrstvy staré asi 3 600 roků.